# Stadtpark (Braunschweig)

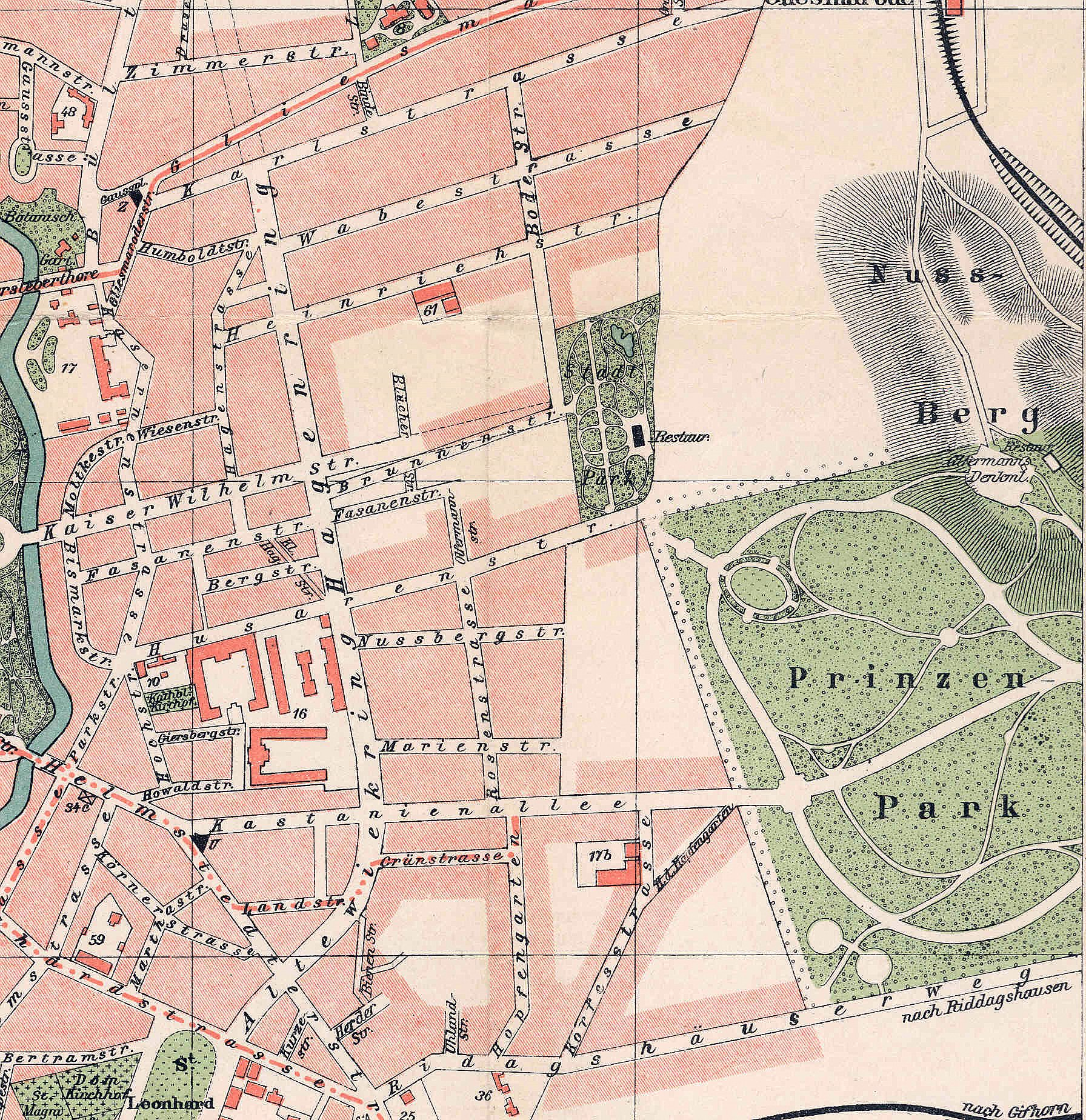
Karte von 1899 mit Stadtpark

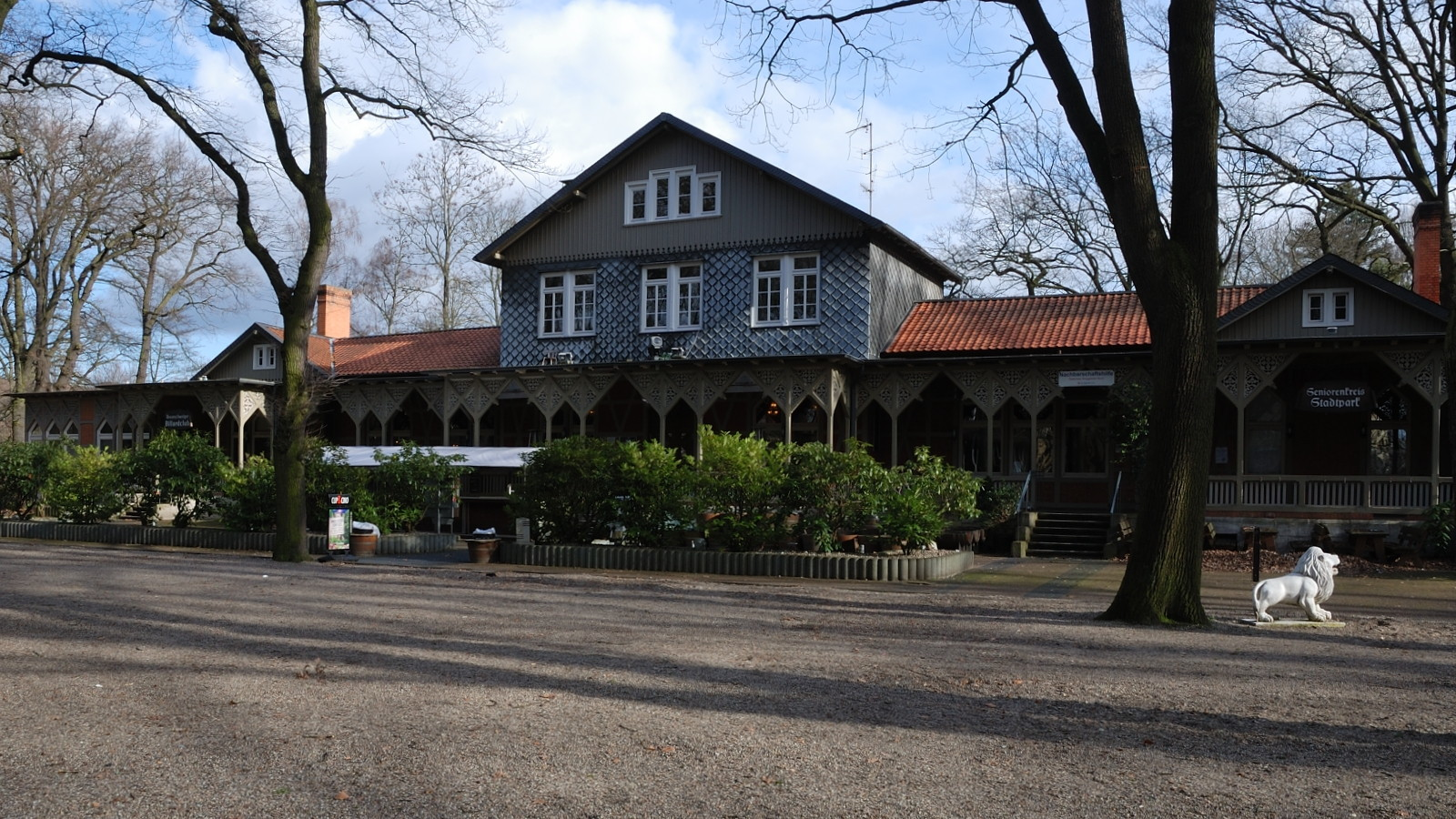
Das Stadtparkrestaurant

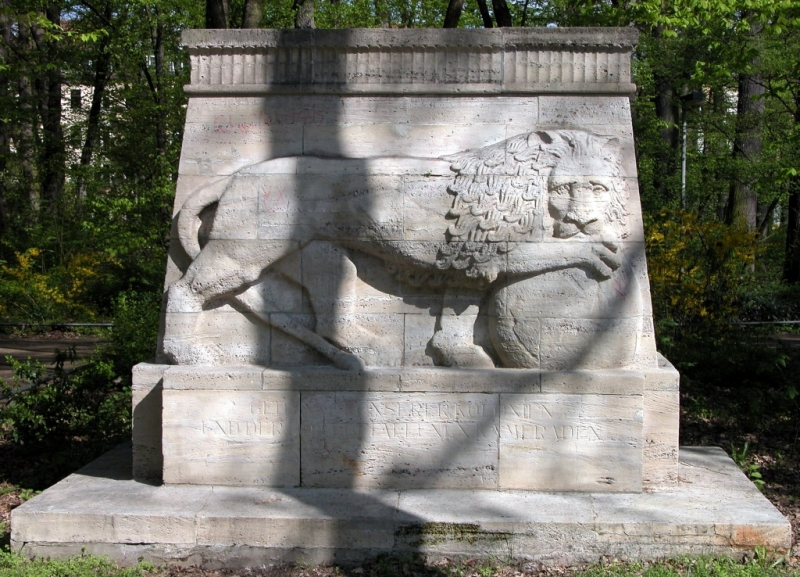
Das Kolonialdenkmal

Der Stadtpark ist einer der ältesten Parks in Braunschweig. Der Park im Östlichen Ringgebiet hat eine Größe von 4,04 Hektar. Im Stadtpark befinden sich unter anderem das Kolonialdenkmal und das Stadtparkrestaurant. Neben dem Restaurant befindet sich ein Musikpavillon. Am Stadtpark steht die Matthäuskirche.
Heute zeichnet sich der Stadtpark durch eine Bepflanzung aus dichten und hohen Laubbäumen aus.

## Geschichte
Als der Stadtpark entstand, lag er noch außerhalb der Wohnbebauung. An gleicher Stelle befand sich ein kleines Waldstück, das ursprünglich als herzogliche Fasanerie genutzt wurde. Es wurde das kleine Hölzchen genannt und konnte über die Brunnenstraße erreicht werden. Erst mit der Entstehung des Östlichen Ringgebietes rückte die Wohnbebauung an den Park. Mit der fortschreitenden Entstehung des Ringgebiets verschwand die Brunnenstraße.
1884 gestaltete Promenadeninspektor Friedrich Kreiß dieses Waldstück in einen Park um, mit einem strukturierten Wegesystem und einem Schwanenteich. Am 14. März 1884 eröffnete das Stadtparkrestaurant, das bis heute existiert. Das Restaurant wurde als Fachwerkbau mit Ziegelausfachung nach den Plänen des Architekten Ludwig Winter erbaut und sollte als Wirtschaft für Spaziergänger dienen. 1887 wurde es wegen seiner Beliebtheit um zwei Flügel erweitert. 1907 wurde ein von Ludwig Winter entworfener hölzerner Musikpavillon errichtet.
1909 wurde das Franzsche Feld hinter dem Stadtpark für Spiel- und Turnzwecke vermietet.
Am 14. Juni 1925 wurde das Kolonialdenkmal enthüllt. Seit den 1930er Jahren verläuft die Jasperallee (damals Kaiser-Wilhelm-Straße) durch den Stadtpark. Seitdem ist der Park in eine Nordhälfte und eine Südhälfte aufgeteilt. Diese Verlängerung war bereits im Ortsbauplan von 1889 von Ludwig Winter vorgesehen. Im Zweiten Weltkrieg wurde der Musikpavillon zerstört. Der Pavillon wurde durch eine neue Stahlkonstruktion ersetzt. 1958 eröffnete die Zweigstelle Stadtpark der Öffentlichen Bücherei. Seit 1992 findet am Stadtpark ein Wochenmarkt statt.
2004 forderte die Ratsfraktion der CDU, dass der Musikpavillon von Ludwig Winter mithilfe einer Stiftung wiederaufgebaut wird. Diese Pläne wurden nicht realisiert, jedoch wurde der neue Musikpavillon 2008 saniert und ein Teil mit Natursteinen verkleidet.